# Pulsatilla montana
Pulsatille des montagnes
Espèce
Classification phylogénétique
Pulsatilla montana, la Pulsatille des montagnes, est une espèce de plantes à fleurs de la famille des Renonculacées. C'est une plante herbacée vivace originaire d'Europe.
Synonyme
- Anemone montana Hoppe, 1826

## Répartition
On la trouve en Europe, en Suisse, en Serbie et en Bosnie-Herzégovine.